# 滝晃一
滝 晃一（たき こういち、1963年4月4日 - ）は、日本の男性アニメーション脚本家。茨城県出身。
小山高生率いるぶらざあのっぽ出身。
シナリオを担当したゲーム版「シスター・プリンセス」では、千影パパ役として声優にも挑戦している。

## 参加作品
- マスターモスキートン'99（デビュー作）
- まもって守護月天
- HAND MAID メイ
- シスター・プリンセス
- ギャラクシーエンジェル
- ドラゴンドライブ
- シスター・プリンセス RePure
- 妄想科学シリーズ ワンダバスタイル
- まぶらほ（シリーズ構成）
- Re:キューティーハニー
- ギャラクシーエンジェルZ
- いつだってMyサンタ! (OVA)
- 流星戦隊ムスメット（シリーズ構成）
- エンジェル・ハート
- らぶドル 〜Lovely Idol〜（シリーズ構成）
- 牙 -KIBA-
- 史上最強の弟子ケンイチ
- おおきく振りかぶって
- まめうしくん
- 全力ウサギ
- みなみけ 〜おかわり〜
- ネットゴーストPIPOPA
- ぴっちぴち♪しずくちゃん

## 小説
- 妄想科学シリーズ ワンダバスタイル 第1・2巻、MF文庫J、メディアファクトリー刊行